# NGC 6733
NGC 6733 ist eine linsenförmige Galaxie vom Hubble-Typ SB0 im Sternbild Pfau am Südsternhimmel. Sie ist schätzungsweise 215 Millionen Lichtjahre von der Milchstraße entfernt und hat einen Durchmesser von etwa 120.000 Lichtjahren.
Im selben Himmelsareal befinden sich die Galaxien NGC 6739, IC 4809, IC 4815.
Das Objekt wurde am 8. August 1834 von John Herschel entdeckt.